# Vertu ostentatoire

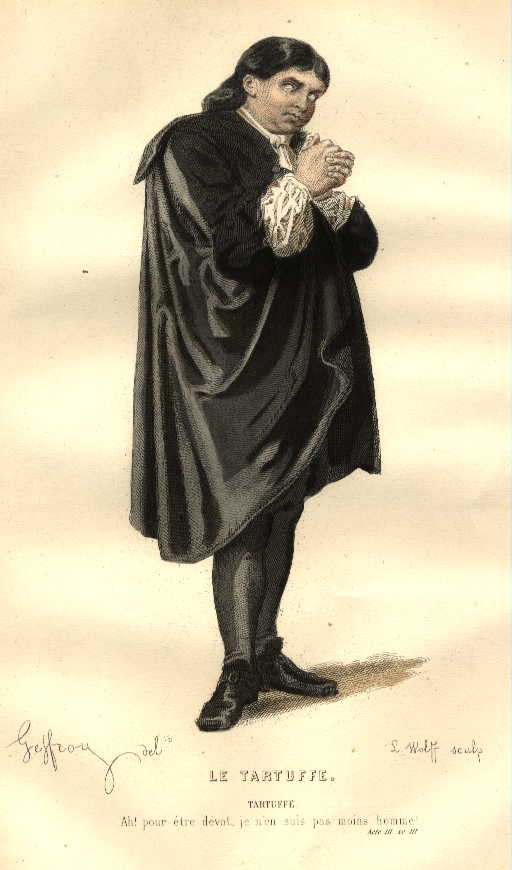
Le Tartuffe, personnage inventé par Molière, est un exemple classique de « vertu ostentatoire » et hypocrite.

L'expression  vertu ostentatoire (en anglais : virtue signalling, « signalement moral », « signalement vertueux » ou encore « étalage de vertu »), est un terme péjoratif décrivant un ensemble de comportements sociaux utilisés pour se décrire publiquement, au moins implicitement, comme une personne ou une organisation « vertueuse ».
Ces comportements, facilités de nos jours par les réseaux sociaux, peuvent être ainsi qualifiés pour discréditer des personnes ou des organisations qui ne les adopteraient que dans le but de se mettre en avant de façon hypocrite et ostentatoire. Ils peuvent aussi prendre la forme de croyance de luxe, auquel cas il s'agit alors pour ses auteurs d'exprimer des opinions qui leur confèrent un statut supérieur au sein de la population.
Connu aujourd'hui dans le monde anglo-saxon sous le terme de « virtue signalling », dont la paternité est généralement attribuée au journaliste britannique James Bartholomew (en), le concept existe en français depuis longtemps sous le nom de « vertu ostentatoire », variante moderne du « pharisaïsme ».

## Origine
En français, l'expression « vertu ostentatoire » est utilisée depuis plusieurs siècles pour décrire des comportements également connus sous le terme de « tartufferie » ou de « pharisaïsme », notamment (mais pas uniquement) pour désigner une piété particulièrement ostentatoire et hypocrite. Au-delà de la piété ostentatoire qui constitue le sujet de Tartuffe ou l'Imposteur, la pièce de Molière créée en 1669, la « vertu ostentatoire » est décrite par le philosophe Vladimir Jankélévitch comme une « vertu virtuose », tapageuse et en quête de reconnaissance, qu'il oppose à la « vertu vertueuse », anonyme et en quelque sorte invisible. Bien avant lui, au XVIIIe siècle, François-Xavier de Feller opposait déjà de manière analogue « la vertu ostentatoire et factice », et « la vraie vertu, qui se cacherait, si elle le pouvait toujours, dans l'obscurité la plus impénétrable aux yeux des mortels ».

## Dans le catholicisme
Dans le catholicisme, on nomme « pharisianisme » ou « vaine gloire » le « désir d'obtenir de la considération » par la démonstration spectaculaire de sa pratique religieuse, en opposition par exemple au fait d'agir pour la simple valeur générale de son action. Toute action pieuse effectuée dans un but social et non spirituel perd alors de sa valeur religieuse.
Cette idée s'appuie sur plusieurs passages de l’Évangile, comme : 

« Gardez-vous de pratiquer votre justice devant les hommes, pour en être vus; autrement, vous n'aurez point de récompense auprès de votre Père qui est dans les cieux.

2 Lors donc que tu fais l'aumône, ne sonne pas de la trompette devant toi, comme font les hypocrites dans les synagogues et dans les rues, afin d'être glorifiés par les hommes. Je vous le dis en vérité, ils reçoivent leur récompense.

3 Mais quand tu fais l'aumône, que ta main gauche ne sache pas ce que fait ta droite,

4 afin que ton aumône se fasse en secret; et ton Père, qui voit dans le secret, te le rendra.

5 Lorsque vous priez, ne soyez pas comme les hypocrites, qui aiment à prier debout dans les synagogues et aux coins des rues, pour être vus des hommes. Je vous le dis en vérité, ils reçoivent leur récompense.

6 Mais quand tu pries, entre dans ta chambre, ferme ta porte, et prie ton Père qui est là dans le lieu secret; et ton Père, qui voit dans le secret, te le rendra.

7 En priant, ne multipliez pas de vaines paroles, comme les païens, qui s'imaginent qu'à force de paroles ils seront exaucés. »

— Évangile selon Matthieu, VI, 6.
Ce reproche est fréquemment adressé dans les Évangiles aux Pharisiens (groupe politico-religieux des débuts de notre ère), d'abord dans l'Épître aux Philippiens de saint Paul, puis surtout dans les quatre évangiles canoniques, particulièrement manifeste dans les évangiles selon Matthieu et selon Jean,.
Longtemps considérée comme un péché, la vaine gloire est le défaut visé par Molière dans sa célèbre comédie Tartuffe : 

« Il est de faux dévots ainsi que de faux braves : [...]

Les bons et vrais dévots, qu’on doit suivre à la trace, 

Ne sont pas ceux aussi qui font tant de grimace. 

Hé quoi ! vous ne ferez nulle distinction 

Entre l’hypocrisie et la dévotion ? »

— Molière, Tartuffe, Acte I, Scène 6.
« Tartuffe » est d'ailleurs devenu une insulte commune, désignant un hypocrite ou un imposteur se faisant passer pour un saint pour mieux manipuler son entourage.

## Dans l'islam
Plusieurs sourates du Coran fustigent la vertu ostentatoire, quand elle a pour but principal de s'attirer la gloire des Hommes plutôt que la bénédiction d'Allah. Par exemple, la sourate Al-Mâ'ûn atteste : 

« Malheur à ceux qui font la prière,

Et la font négligemment ;

Qui la font par ostentation,

Et refusent d’acquitter l'aumône nécessaire à ceux qui en ont besoin ! »

— Le Coran, sourate Al-Mâ'ûn (107).
Cette sourate met donc les hypocrites au même rang que les mécréants : l'ostentation (Riyaa) est ainsi un péché, et notamment quand elle touche à la religion qui doit demeurer le contact entre le croyant et Allah et non pas un spectacle aux yeux des Hommes.
Certaines modes contemporaines comme la tabaâ (ou zabiba, très portée chez les politiciens égyptiens proches des mouvances islamistes) ou le voile intégral, destinés à signaler autour de soi sa pratique de l'islam, peuvent être considérés comme relevant de l'ostentation (Riyaa).

## Dans le monde anglo-saxon

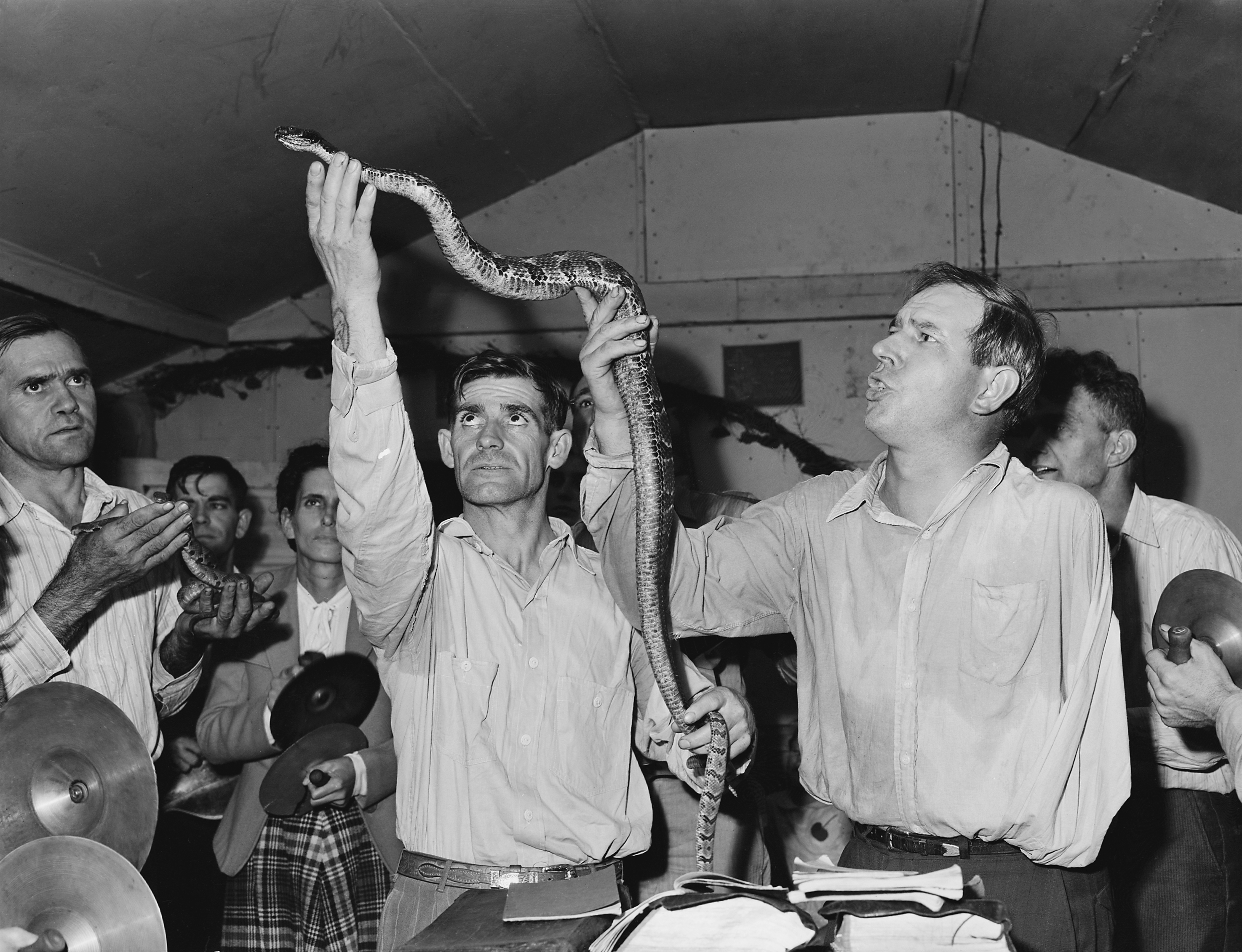
La pratique de la manipulation de serpents a pu être décrite comme une forme de « vertu ostentatoire », à laquelle ont recours certains membres du Mouvement de sanctification (courant évangélique issu du protestantisme méthodiste).

Dans le monde anglo-saxon, le journaliste britannique James Bartholomew (en) est fréquemment crédité du premier usage du terme « virtue signalling » dans un article du Spectator de 2015. Le blog LessWrong a utilisé l'expression en 2013, mais James Bartholomew a revendiqué la paternité du terme dans des articles ultérieurs,, en précisant que sa popularité était probablement due à l'absence initiale d'une expression décrivant ce type de comportement. Ainsi, le concept de « virtue signalling » existe depuis bien plus longtemps que l'expression anglaise elle-même.
La vertu ostentatoire peut s'exprimer sous la forme de croyance de luxe. Selon Tilak Doshi de Forbes, on assiste à une actualisation de la consommation ostentatoire, déjà théorisée par le sociologue américain Thorstein Veblen au début du XXe siècle. Les individus des classes aisées n’affichent plus leur statut social par l'accumulation de biens matériels, mais par l'adoption et la promotion de certaines idées, comme pour revendiquer leur appartenance à une élite éclairée. Rob K. Henderson décrit ce phénomène comme un ensemble d’« idées et d’opinions conférant un statut social supérieur à peu de frais pour ceux qui les émettent, tout en reportant le coût de leur mise en pratique sur les classes populaires ». Tilak Doshi illustre ce point en évoquant des militants écologistes, issus des milieux privilégiés, qui perturbent les services publics en s’en prenant à des œuvres d’art dans des musées ou en bloquant des ambulances, tout cela sous couvert de leur engagement pour le climat.
Commentant le cas du premier ministre canadien Justin Trudeau, les chercheurs David Carment et Richard Nimijean définissent ainsi le virtue signalling en politique : « une technique de communication consistant à intervenir abondamment dans les médias, notamment sur les réseaux sociaux, au sujet d’événements qui bénéficient d’une large couverture, pour y défendre des valeurs positives, sans que les actes suivent toujours les paroles ».